# Sara Karlsson
Sara Anna-Karin Karlsson, född 29 juli 1985 i Klosters församling i Eskilstuna, är en svensk politiker (socialdemokrat). Hon var ordinarie riksdagsledamot 2010–2018, invald för Södermanlands läns valkrets.
Karlsson har studerat till socionom, men aldrig arbetat som det då hon blev invald i riksdagen som studerande. Hon har även varit krönikör i Tidningen Folket och SSU-tidningen Tvärdrag.

## Riksdagsledamot
Karlsson var riksdagsledamot 2010–2018. I riksdagen var hon ledamot i miljö- och jordbruksutskottet 2010–2014 och 2016–2018, ledamot i skatteutskottet 2014–2016 och EU-nämnden 2018. Hon var ledamot i Nordiska rådets svenska delegation 2014–2015 och riksdagens överklagandenämnd 2014–2018. Karlsson var även suppleant i EU-nämnden och kulturutskottet.
I maj 2018 lämnade Karlsson uppdraget som riksdagsledamot i protest mot Socialdemokraternas skärpta migrationspolitik. Till ny ordinarie riksdagsledamot från och med 14 maj 2018 utsågs Jacob Sandgren.